# Eberardo Villalobos
Eberardo Villalobos Schade (* 1. April 1908 in Chile; † 26. Juni 1964 ebenda) war ein chilenischer Fußballspieler.
Offensivakteur Villalobos spielte auf Vereinsebene mindestens 1930 für Rangers Osorno. Er war Mitglied der Nationalmannschaft seines Heimatlandes und nahm mit ihr an der ersten Fußball-Weltmeisterschaft 1930 teil. Er kam dort in den drei Gruppenspielen Chiles gegen Argentinien, Frankreich und Mexiko zum Einsatz.